# 納賽爾·本·哈邁德·阿勒哈利法親王
謝赫納賽爾·本·哈邁德·阿勒哈利法（阿拉伯语：الامير ناصر بن حمد آل خليفة，1987年5月8日—），
巴林王室成員、巴林皇家衛隊司令、青年與體育最高理事會主席、巴林國家石油暨天然氣控股公司主席、前巴林奧林匹克委員會主席。他是巴林國王哈邁德的第四子。現為巴林超級足球聯賽冠名贊助人。

## 傳記
納賽爾是巴林哈邁德國王和他的第二任妻子希拉·本·哈桑·赫拉耶什·阿吉米的長子。
他就讀於桑德赫斯特皇家軍事學院，並於2006年畢業。
2020年7月，他的父親哈邁德國王任命他為巴林最高國防委員會秘書長。
2021年4月，他被任命為巴林國家石油暨天然氣控股公司主席。
納賽爾擔任皇家慈善組織董事會主席，並為該組織的策略和發展制定做出貢獻。作為巴林人道主義倡議的一部分，納賽爾訪問了約旦的紮塔里難民營，了解敘利亞難民的情況，並於2012年11月25日在約旦的紮塔里難民營為敘利亞難民開設了巴林學校。
此外，在毀滅性的颱風過後，他在2014年2月在菲律賓簽署了一項協議，建造兩所以「巴林」命名的職業培訓中心，以及一個擁有500套住房的住宅區。

### 個人生活
於2009年，納賽爾王子和阿拉伯聯合大公國副總統兼杜拜酋長穆罕默德·本·拉希德·阿勒馬克圖姆的女兒杜拜的謝克哈公主結婚。這對夫婦有五個孩子希瑪、穆罕默德、哈馬德、哈姆丹和哈利德。

## 頭銜
- 1987年5月8日 – 2002年2月14日：謝赫納賽爾·本·哈邁德·阿勒哈利法閣下（His Excellency Sheikh Nasser bin Hamad Al Khalifa）
- 2002年2月14日 – 至今：謝赫納賽爾·本·哈邁德·阿勒哈利法殿下（His Highness   Sheikh Nasser bin Hamad Al Khalifa）

### 榮譽
- 義大利
  -  共和國功績勳章（英语：Order of Merit of the Italian Republic）大十字騎士 (Knight Grand Cross of the Order of Merit of the Italian Republic)